# Pseudoeurycea exspectata
Pseudoeurycea exspectata (Stuart, 1954) es una especie de anfibio caudado (salamandras) de la familia Plethodontidae. Es endémica de Guatemala.

## Descripción
- Apariencia robusta, hocico corto y truncado, cabeza ancha.
- Dedos de manos y pies alargados, membrana vestigial, extremidades robustas. Ligera constricción en la base de la cola, que es aproximadamente igual al resto del cuerpo.
- Coloración dorsal marrón rojizo oscuro, más oscuro en la cabeza, más claro en la cola. Coloración ventral azul metálico oscuro que se extiende por los flancos, girando gradualmente a marrón hacia las partes dorsales.
- Partes inferiores de las extremidades, garganta y hocico blanco azulado con un ligero pigmento rojizo.[2]

## Hábitats
Sus hábitats naturales incluyen montanos húmedos y zonas previamente boscosas ahora degradadas. Bajo corteza podrida en bosques caducifolios, a 11 a 13,5 °C, y en bromelias. Está amenazada de extinción debido a la destrucción de su hábitat. 